# Soopa Villainz
Soopa Villainz é um grupo de hip hop americano originário de Detroit, Michigan, formado em 2002. A formação original do grupo inclui Joseph Bruce (Mr. Diamond), Joseph Utsler (Mr. Club) e Esham (Mr. Spade). Posteriormente, Lavel (Mr. Heart) juntou-se à banda, mas deixou o grupo durante sua pausa em 2005. Desde 2018, o Soopa Villainz retornou à sua formação original.
As músicas do Soopa Villainz giram em torno de temas inspirados por supervilões de histórias em quadrinhos, frequentemente explorando ações perversas e narrativas sombrias características desse universo. Após a pausa em 2005, o grupo permaneceu inativo por mais de uma década.

## História
O grupo fez sua aparição de estreia em 2002. Naquele mesmo ano o grupo lançou o single Dia das Bruxas. Em 2005, eles lançaram seu primeiro álbum intitulado de Furious, porém em 2006 a banda acabou se separando devido a saída de Smith e Lavel da gravadora responsável pelo grupo.
Em 2016, durante uma apresentação do Insane Clown Posse no festival Gathering of the Juggalos, foi anunciado que o Soopa Villainz retornaria em 2017. No entanto, o retorno oficial foi confirmado apenas em 2018, quando um banner com o logotipo do grupo foi revelado durante uma performance do Insane Clown Posse em 21 de julho daquele ano.
O Soopa Villainz fez sua aguardada volta aos palcos em 2 de agosto de 2019, durante o 20º encontro anual "Soopa" Gathering of the Juggalos, realizado em Springville, Indiana.

## Discografia
Álbuns de estúdio
- Furious (16 de agosto de 2005)
- Hit List (26 de julho de 2019)

Compilações
- It Ain't Safe No More (20 de maio 2006)
- Hit List (26 de julho de 2019)

Singles
- "Ricochet" (31 de outubro de 2019)